# Liste des parcs d'État de la Floride
Liste des 158 parcs d'État de Floride aux États-Unis d'Amérique par ordre alphabétique. Ils sont gérés par le Florida State Parks System.

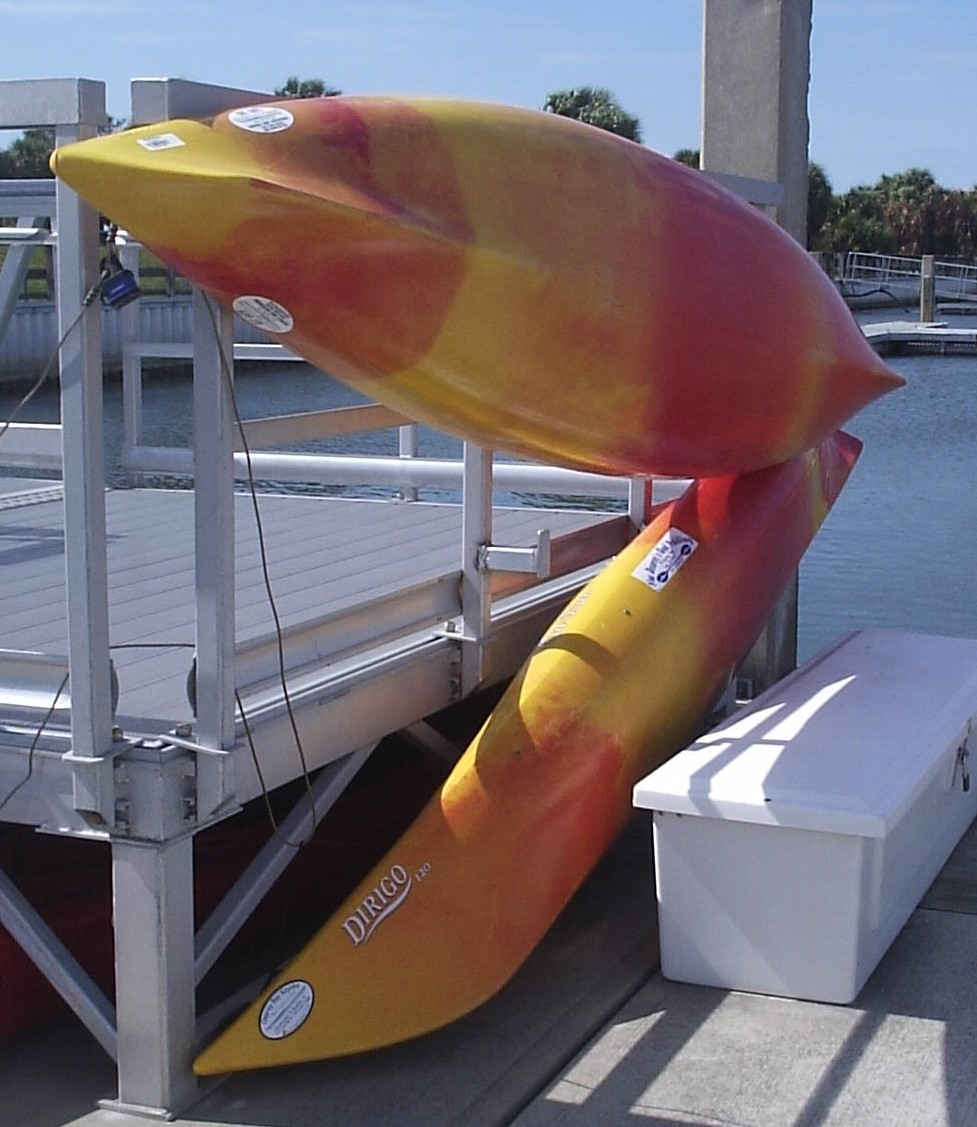
Kayaks, Parc d'État de Caladesi

## A
- Alafia River
- Alfred B. Maclay Gardens
- Allen David Broussard Catfish Creek
- Amelia Island
- Anastasia
- Anclote Key
- Avalon

## B
- Bahia Honda
- Bald Point
- Barnacle
- Big Lagoon
- Big Shoals
- Big Talbot Island
- Bill Baggs Cape Florida
- Blackwater River
- Blue Spring
- Bulow Creek
- Bulow Plantation Ruins

## C

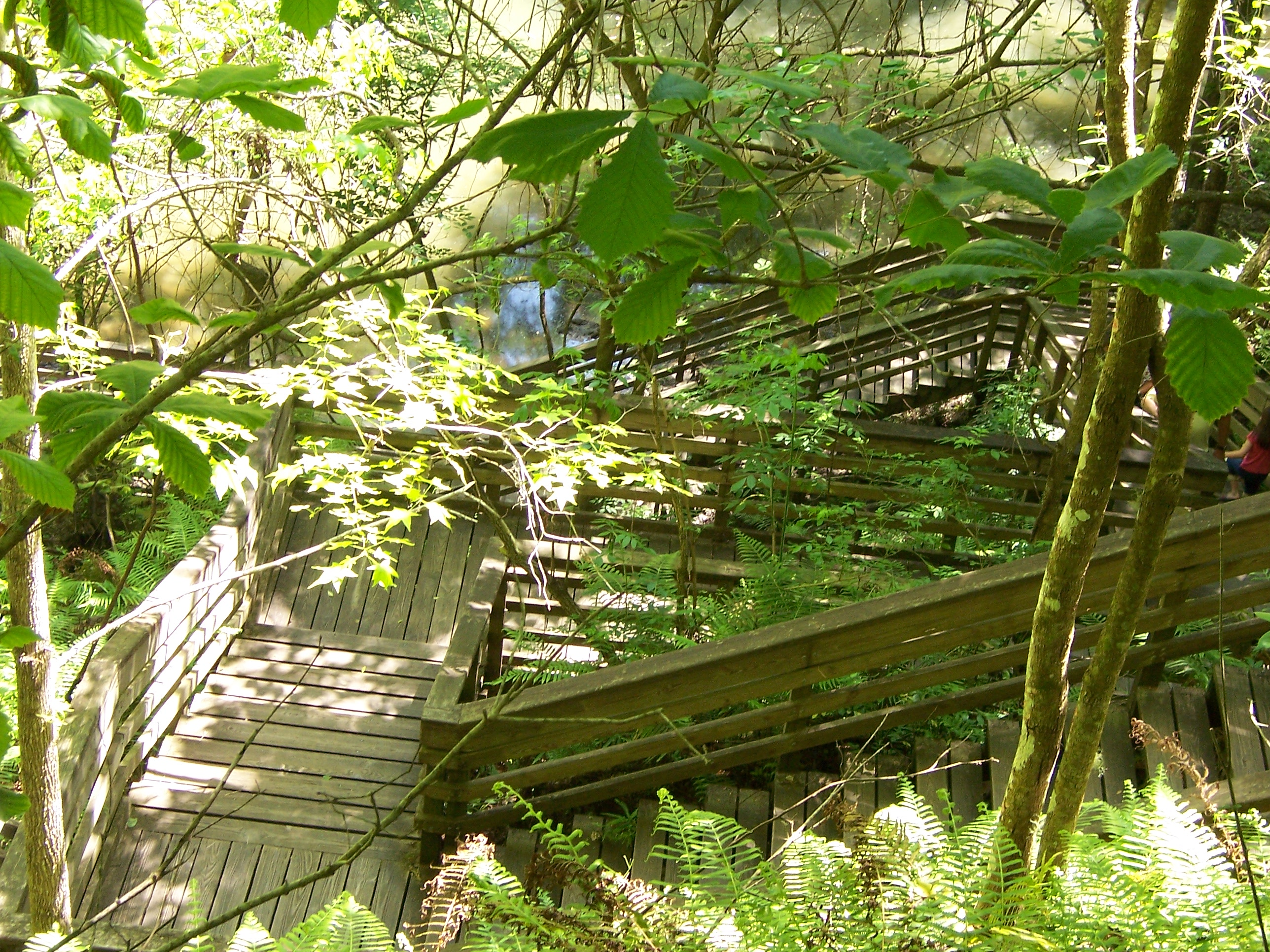
Plateforme au Parc géologique d'État de Devil's Millhopper

- Caladesi Island
- Camp Helen
- Cayo Costa
- Cedar Key Scrub
- Cedar Key museum
- Charlotte Harbor Preserve
- Collier-Seminole
- Constitution Convention
- Crystal River
- Crystal River Preserve
- Curry Hammock

## D
- Dade Battlefield
- Dagny Johnson Key Largo Hammock
- Dead Lakes
- De Leon Springs
- Deer Lake
- Delnor-Wiggins Pass
- DeSoto Site
- Devil's Millhopper
- Don Pedro Island
- Dudley Farm
- Dunns Creek

## E
- Econfina River
- Eden Gardens
- Edward Ball Wakulla Springs
- Egmont Key
- Estero Bay Preserve

## F

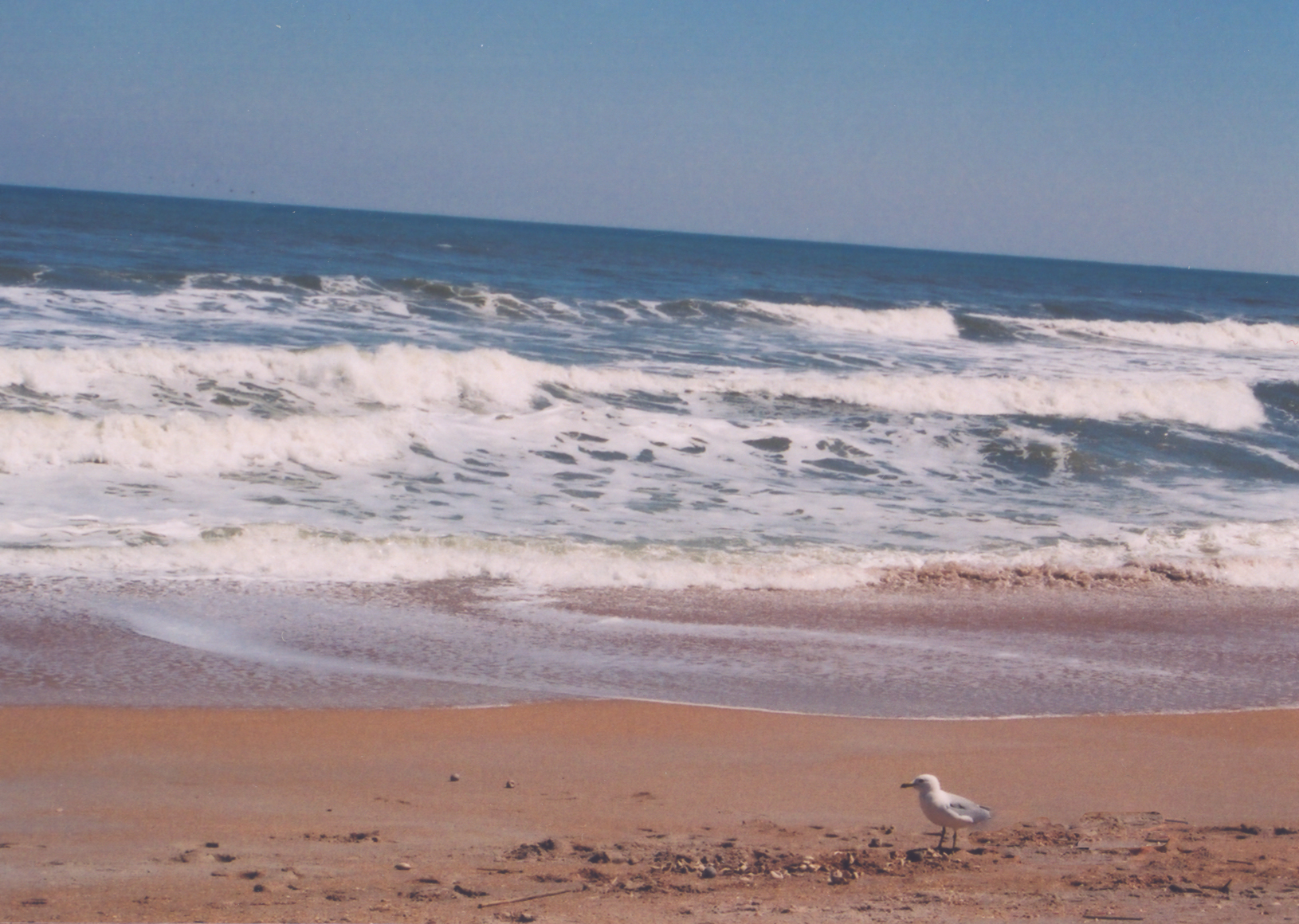
Mouette solitaire, Parc d'État de Guana River

- Fakahatchee Strand Preserve
- Falling Waters
- Fanning Springs
- Faver-Dykes
- Florida Caverns
- Forest Capital museum
- Fort Clinch
- Fort Cooper
- Fort Foster
- Fort George Island
- Fort Mose
- Fort Pierce Inlet
- Fort Zachary Taylor
- Fred Gannon Rocky Bayou

## G
- Gainesville-Hawthorne State Trail
- Gamble Plantation
- Gamble Rogers Memorial
- Gasparilla Island
- General James A. Van Fleet State Trail
- George Crady Bridge Fishing Pier
- Gilchrist Blue Springs
- Grayton Beach
- Guana River

## H
- Henderson Beach
- Highlands Hammock
- Hillsborough River
- Homosassa Springs
- Honeymoon Island
- Hontoon Island
- Hugh Taylor Birch

## I
- Ichetucknee Springs
- Indian Key

## J
- John D. MacArthur Beach
- John Gorrie
- John Pennekamp Coral Reef
- John U. Lloyd Beach
- Jonathan Dickinson

## K
- Kissimmee Prairie Preserve
- Koreshan

## L
- Lafayette Blue Springs
- Lake Griffin
- Lake Jackson Mounds
- Lake June in Winter Scrub
- Lake Kissimmee
- Lake Louisa
- Lake Manatee
- Lake Talquin
- Letchworth Mounds
- Lignumvitae Key
- Little Manatee River
- Little Talbot Island
- Long Key
- Lovers Key / Carl E. Johnson
- Lower Wekiva River Preserve

## M
- Madira Bickel Mound
- Madison Blue Springs
- Manatee Springs
- Marjorie Kinnan Rawlings
- Mike Roess Gold Head Branch
- Mound Key
- Myakka River

## N

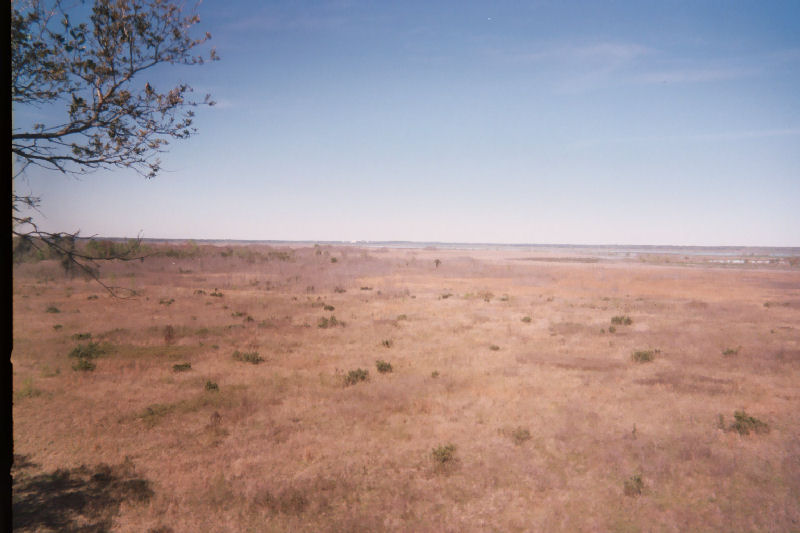
Vue vers le nord depuis la tour panoramique de la réserve d'État de Paynes Prairie

- Natural Bridge Battlefield
- Navarre Beach
- North Peninsula

## O
- O'Leno
- Ochlockonee River
- Oleta River
- Olustee Battlefield
- Orman House
- Oscar Scherer

## P
- Paynes Creek
- Paynes Prairie
- Peacock Springs
- Perdido Key
- Ponce de Leon Springs
- Pumpkin Hill Creek Preserve

## R

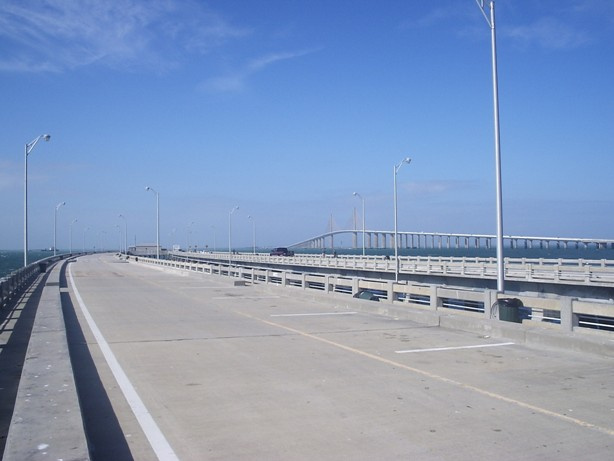
Skyway Pier

- Rainbow Springs
- Ravine Gardens
- River Bluff Picnic Site
- River Rise Preserve
- Rock Springs Run

## S
- San Felasco Hammock Preserve
- San Marcos de Apalache
- San Pedro Underwater Archaeological Preserve
- Savannas Preserve
- Seabranch Preserve
- Sebastian Inlet
- Silver River
- Skyway Fishing Pier
- St. Andrews
- St. George Island
- St. Joseph Peninsula
- St. Lucie Inlet Preserve
- St. Sebastian River Preserve
- Stephen Foster Folk Culture Center

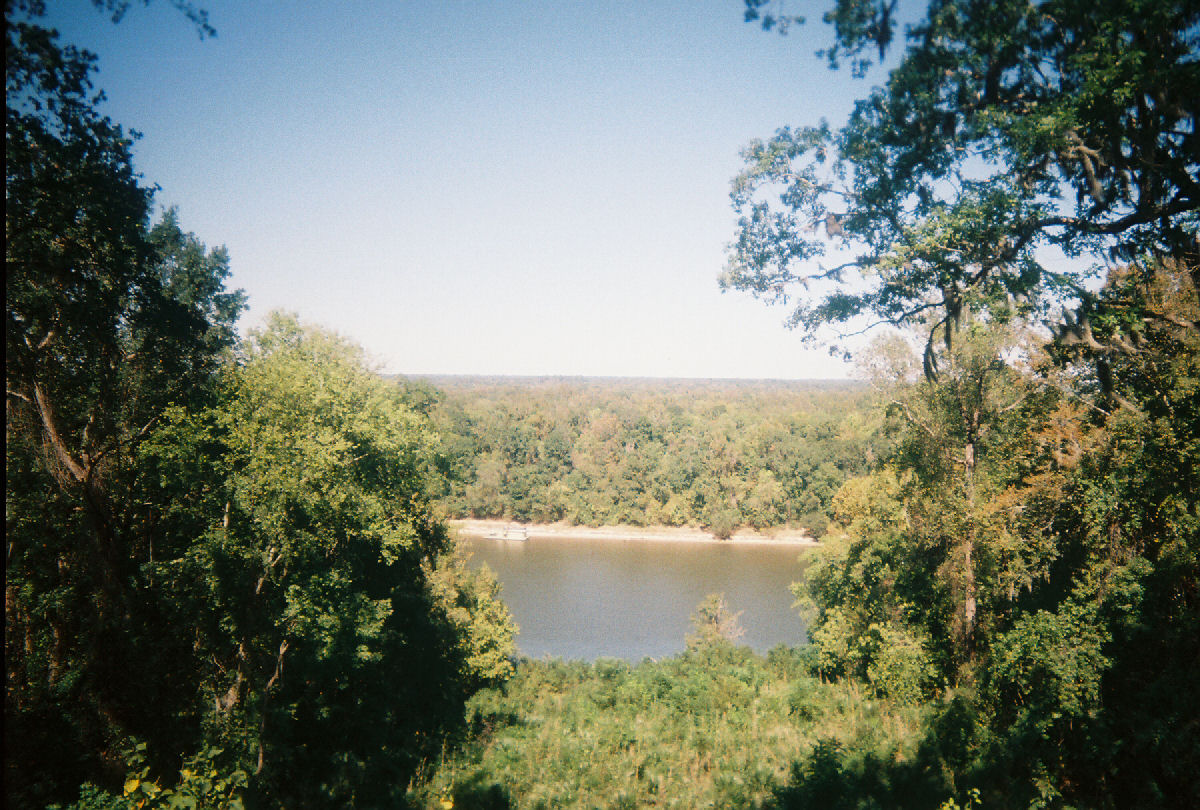
Vue de la rivière Apalachicola depuis les falaises du Parc d'État de Torreya

- Stump Pass Beach
- Suwannee River

## T
- Tallahassee-St. Marks Historic Railroad Trail

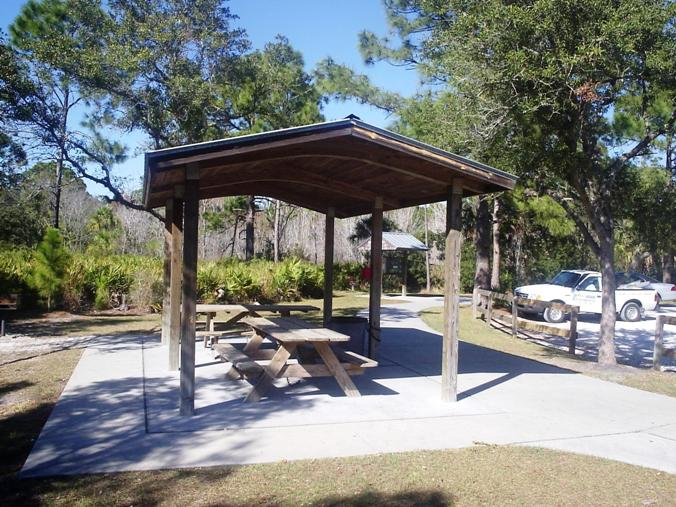
Abri de Pique-nique, Parc d'État Werner-Boyce Salt Springs

- Tarkiln Bayou
- The Barnacle
- Three Rivers
- Tomoka
- Topsail Hill Preserve
- Torreya
- Troy Springs

## W
- Waccasassa Bay Preserve
- Washington Oaks
- Wekiwa Springs
- Werner-Boyce Salt Springs
- William Beardall Tosohatchee Reserve
- Windley Key Fossil Reef
- Withlacoochee State Trail

## Y
- Ybor City
- Yellow Bluff Fort
- Yellow River Marsh
- Yulee Sugar Mill Ruins